# فرشته‌ماهی آبه
فرشته‌ماهی آبه (نام علمی: Centropyge abei) نام یک گونه از سرده فرشته‌ماهی‌های کوتوله است.